# The Wilderness Society (Austrália)
The Wilderness Society (TWS) é uma advocacia australiana não-governamental de ambiente e sem fins lucrativos cuja missão é proteger, promover e restaurar o meio ambiente e seus processos naturais. É uma organização comunitária com a filosofia de não-violência e decisões por consenso. Enquanto a TWS é um grupo politicamente não-alinhado, engaja ativamente a comunidade a fazer lobby com políticos e partidos. "TWS" é frequentemente pronunciado "twiz" (twɪz).